# 鹽灘站
鹽灘站（韓語：염탄역）是位于朝鮮民主主義人民共和國黄海南道新院郡的一個鐵路車站。屬於黄海青年線。

## 邻近车站
黃海青年线
七萬山站 - 鹽灘站 - 新酒幕站